# Игиль-Али (округ)
Игиль-Али — округ вилайета Беджая в Алжире. 
Расположен на севере страны в 90 км к юго-западу от центра вилайета г. Беджая. Соседствует с горами Бибан.
Административный центр округа — г.Игиль-Али. Включает 2 коммуны Игиль-Али и Айт-Рзин .
Численность населения по состоянию на 2008 год составляла 24 089 чел.

## История
Известен благодаря существованию здесь Кабильского королевства Ат-Аббас, столицей которого была LQELÄA, которое боролось против испанского, турецкого и французского господства.